# Kristin Lie
Kristin Lie Lindseth (* 13. Dezember 1978) ist eine ehemalige norwegische Fußballspielerin.

## Karriere

### Vereine
Lie kam das erste Mal in der Spielzeit 1997 in der Toppserien, der höchsten Spielklasse im norwegischen Frauenfußball, in zehn Punktspielen für den in Verdal in der Kommune Steinkjer ansässigen Verdal Idrettslag zum Einsatz.
Von 1999 bis 2013 spielte sie dann ausschließlich für den Trondheims-Ørn SK und kam in 237 Punktspielen in der höchsten Spielklasse zum Einsatz, in denen sie 80 Tore erzielte. In ihrer Premierenspielzeit erzielte sie zwei Tore in ihren ersten neun Punktspielen. Ihr Debüt gab sie am 1. Mai 1999 beim 1:1-Unentschieden im Heimspiel gegen den Klepp IL. Ihr erstes Tor gelang ihr am 22. Mai 1999 beim 6:0-Sieg im Heimspiel gegen den Athene Moss FK mit dem Treffer zum Endstand in der 75. Minute. In den Folgespielzeiten waren ihre Einsätze stets zweistellig. Mit 24 Punktspielen in der Spielzeit 2011 und mit 16 Toren in der Spielzeit 2009 erzielte sie ihre beiden Bestwerte. Während ihrer Vereinszugehörigkeit gewann sie je dreimal die Meisterschaft und den nationalen Vereinspokal.
Abseits des Leistungssports spielte sie für den Amateurverein Egge Idrettslag. In der Spielzeit 2014 zunächst in der 3. divisjon (3 Punktspiele, 5 Tore), in den Spielzeiten 2016 und 2017 in der 4. divisjon (18 Punktspiele, 36 Tore).

### Nationalmannschaft
Nachdem Lie für die Nachwuchsnationalmannschaft des NFF der Altersklassen U21 in zwölf Länderspielen eingesetzt worden war, debütierte sie am 31. Mai 2007 in der A-Nationalmannschaft, die das Freundschaftsspiel in Kongsvinger mit 1:1 gegen die Nationalmannschaft Finnlands beendete; sie wurde in der 51. Minute für Ragnhild Gulbrandsen eingewechselt. Der 3:0-Sieg im Freundschaftsspiel gegen die Nationalmannschaft Österreichs am 21. Juni 2007 in Lillestrøm im zweiten Spiel der EM-Qualifikationsgruppe 6 war ihr zweites Länderspiel im Spieljahr 2007, zugleich das erste siegreiche dazu.
Vom 14. Februar bis zum 7. Mai 2008 bestritt sie sechs und vom 31. Januar bis zum 27. August 2009 acht Länderspiele. Am 4. März 2009 erzielte sie bei der 1:3-Niederlage gegen die Nationalmannschaft Islands mit dem Treffer zum 1:1 in der 40. Minute ihr einziges A-Länderspieltor.
Nach zwei weiteren Länderspielen am 14. und 16. Februar 2008 (1:2 vs. England und 0:2 vs. Schweden; jeweils in Larnaka) nahm sie mit der Mannschaft am Turnier um den Algarve-Cup 2008 teil. Sie wurde in den ersten beiden Spielen der Gruppe sowie im Spiel um Platz 3 am 12. März beim 2:0-Sieg über die Nationalmannschaft Deutschlands in Vila Real de Santo António eingesetzt. Ihr letztes Länderspiel in 2008 bestritt sie am 7. Mai in Stavanger beim 3:0-Sieg über die Nationalmannschaft Polens mit dem fünften Spiel der EM-Qualifikationsgruppe 6.
Mit zwei Freundschaftsspielen gegen die Nationalmannschaft Schwedens in Estepona und Enköping, einem gegen die Nationalmannschaft Englands in Shrewsbury, vier im Turnier um den Algarve-Cup 2009 sowie mit dem zweiten Spiel der EM-Gruppe B beim 1:0-Sieg über die Isländische Nationalmannschaft in Lahti beendete sie nicht nur das Spieljahr für sich, sondern auch ihre Länderspielkarriere.

## Erfolge
Nationalmannschaft
- Halbfinalist Europameisterschaft 2009
- Dritter Algarve-Cup 2008

Trondheims-Ørn SK
- Norwegischer Meister 2000, 2001, 2003
- Norwegischer Pokal-Sieger 1999, 2001, 2002